# Hydriomena cedda
Hydriomena cedda là một loài bướm đêm trong họ Geometridae.